# گریس همپتون
گریس همپتون (انگلیسی: Grayce Hampton؛ ۲۸ مارس ۱۸۷۶ – ۲۰ دسامبر ۱۹۶۳) بازیگر و هنرمند وودویل اهل انگلستان بود.

## گزیدهٔ فیلم‌شناسی
- زمزمه‌های خفاش
- زنان
- ریو
- ژست شانگهای
- بهشت می‌تواند صبر کند
- وزارت ترس
- هیچ‌چیز بجز دردسر
- تبعید
- زیبا نشسته
- گودال مار
- در زنجیر
- هاروی